# Dennis Gansel

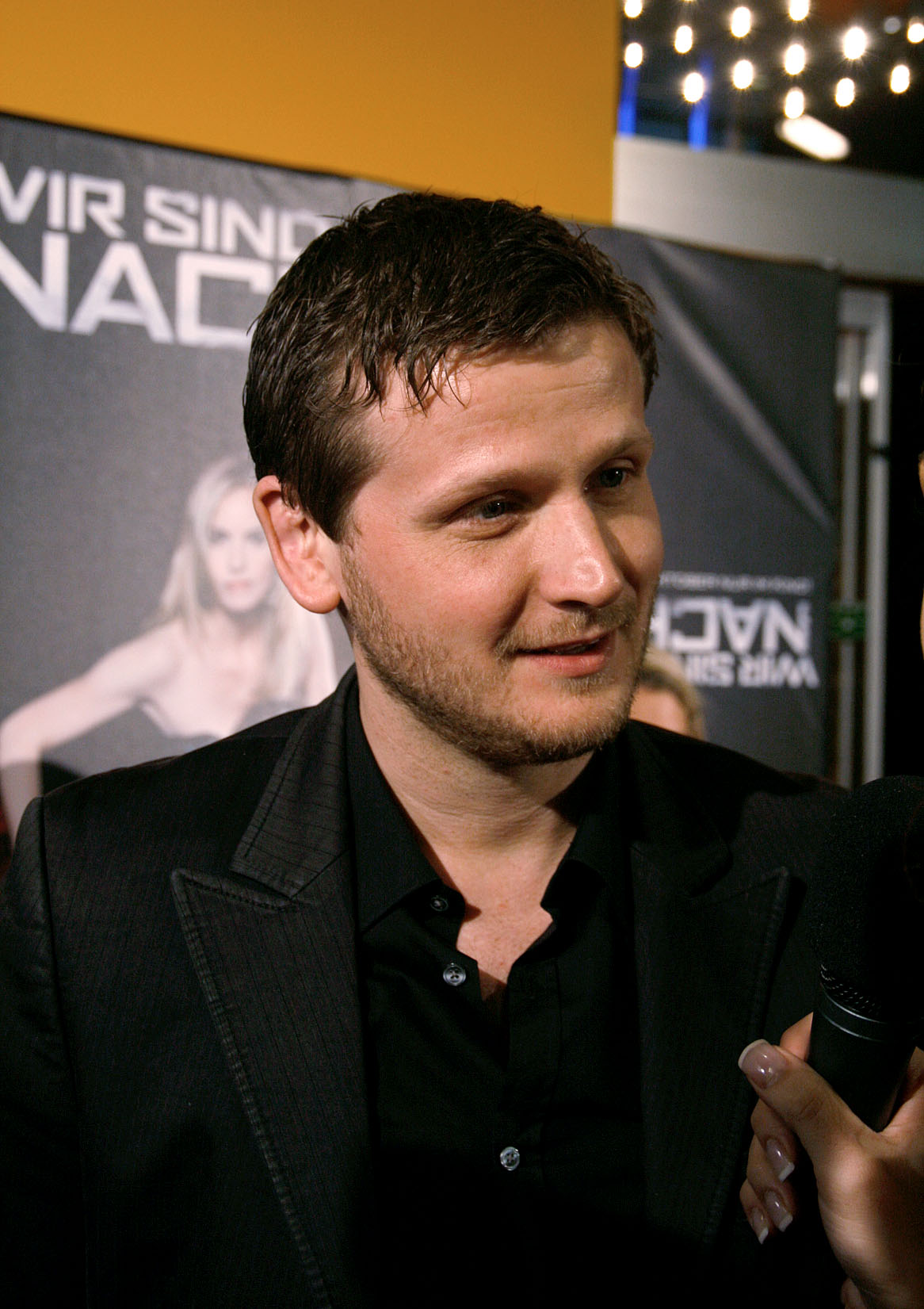
Dennis Gansel, 2010.

Dennis Gansel, född 4 oktober 1973, är en tysk filmregissör, manusförfattare och skådespelare.

## Karriär
Dennis Gansel föddes 1973 i Hannover och studerade vid Hochschule für Fernsehen und Film München (HFF München). Han är mest känd för att ha regisserat filmen Die Welle där han även träffade sin flickvän Jennifer Ulrich, som spelade den kvinnliga huvudrollen. Han har ett långvarig samarbete med skådespelaren Max Riemelt

## Teman
Nazism är ett återkommande tema i Gansels filmer, tydligast i Führerns Elit och Die Welle. Führerns Elit är löst baserad på Gansels farfars historia och var Gansels sätt att försöka förstå varför någon skulle vilja stödja Hitler. Gansel kom fram till att det hade med förförelse att göra och dessa idéer följde vidare i Die Welle där han rannsakar sin egen generation och Tysklands ungdomar 2008. I Die Welle handlar det mer om socialpsykologiska orsaker till att ungdomarna ger stöd till fascism än ideologiska skäl. Ungdomarna dras med i gemenskapen och börjar hålla ihop bättre inom gruppen och de som är utanför eller blyga får vänner. Här drar sig inte Gansel för att visa positiva sidor med autokrati och fascism. De som inte går med i gruppen blir till en början omedvetet mobbade av dem som gått med och senare blir de öppet förlöjligade.

## Filmografi
- 1995 — Im Auftrag des Herrn (kortfilm)
- 1997 — The Wrong Trip (kortfilm)
- 1998 — Living Dead (kortfilm)
- 1999 — Das Phantom
- 2001 — Kommer Snart...
- 2004 — Führerns elit
- 2008 — Die Welle
- 2010 — We Are The Night
- 2011 — Rum 205 - Zimmer der Angst
- 2012 — Die Vierte Macht
- 2014 — Grim Night

## Priser
- F.W. Murnau Kurzfilmpreis för The Wrong Trip
- F.W. Murnau Kurzfilmpreis för Living Dead
- Adolf-Grimme-Preis 2001 för Das Phantom
- Bayerischer Filmpreis 2005 för Führerns elit
- Deutscher Filmpreis LOLA Bronze för Die Welle
- Sitges - Special Prize of the Jury för We Are the Night